# Halálos iramban: Hobbs & Shaw
A Halálos iramban: Hobbs & Shaw (eredeti cím: Fast & Furious Presents: Hobbs & Shaw) 2019-ben bemutatott amerikai akciófilm, melyet David Leitch rendezett és Chris Morgan írt. Ez a Halálos iramban filmsorozat spin-offja, amely két karaktert tartalmaz; szereplők Dwayne Johnson és Jason Statham, mint Luke Hobbs és Deckard Shaw, továbbá Idris Elba, Vanessa Kirby, Roman Reigns, Eiza González, Eddie Marsan, Cliff Curtis, valamint Helen Mirren.
A film bemutatója az Amerikai Egyesült Államokban 2019. augusztus 2. az Universal Pictures forgalmazásában, míg Magyarországon egy nappal hamarabb szinkronizálva, augusztus 1-én (UIP-Dunafilm).

## Cselekmény
|  | Alább a cselekmény részletei következnek! |

MI6-ügynökökből álló csapat megkísérel ellopni egy vírust az Eteon terrorista szervezetről, az úgynevezett „hópelyhet”, amelyet emberek millióinak elpusztítására lehet programozni. Brixton Lore (Idris Elba) Eteon operátor fejlett kibernetikus implantátumokkal van felszerelve, amelyek lehetővé teszik számára, hogy emberfeletti látványosságokat végezzen. Megérkezik a helyszínre és megöli az összes ügynököt, kivéve vezetőjüket, Hattie Shaw-t (Vanessa Kirby), aki nyugalmi hordozóként beinjektálja magába a hópelyhet, és elmenekül. Brixton árulónak nevezi ki Hattie-t, aki megölte csapatát és ellopta a hópelyhet, ezzel kényszerítve őt a menekülésre.
Luke Hobbs (Dwayne Johnson) és Hattie testvére, Deckard Shaw (Jason Statham) tudomást szerez a hiányzó vírusról, így őket választják ki arra a célra, hogy együttes erővel felkutassák azt. Deckard nem fogadja el a közös munkát és elmegy Hattie házához, míg Hobbsnak sikerül rábukkannia Hattie-re; rövid összecsapás után a CIA egyik irodájába viszi, ahol Deckard is megjelenik. Az irodát hamarosan kiberkatonák támadják meg, majd Hattie-t elrabolja Brixton, ekkor Deckard elmondja, hogy ő egy régi kollégája, akit korábban fejbe lőtt, mielőtt az Eteon megújult. Hobbs és Deckard üldözni kezdi őket és megmentik Hattie-t az elkövetkezendő autós üldözés során, majd sikerül elmenekülniük Brixtontól, aki leesik a motorjáról és beleütközik egy emeletes buszba.
Ezután Deckard egyik közeli búvóhelyéhez érnek. Itt információt kapnak róla, hogy a vírus készítője merre található. Hárman felkeresik Andrejkót (Eddie Marsan), és megtudják, hogy a vírust egy speciális géppel lehet Hattie-ből kiszedni, mely az Eteon terrorista szervezet bázisán van. Deckard új személyazonosságot generál Hattie és saját maga számára. Hattie-ben benne van a vírus, mely az egész világ halálát okozhatja. Hobbs a reptéren lebukik, ám csodával határos módon pár perccel később Hobbs felbukkan a gépen Deckard és Hattie mellett, ahol Deckard és Hobbs veszekszenek egymással. A repülőn ott van Dinkley légi marsall (Kevin Hart), aki a segítségét ajánlja fel számukra. Miután Hobbs, Shaw és Hattie megszerzik a speciális gépet, elmennek Hobbs családjához a szülőföldjére, Szamoára, ahol a testvérei segítségével felkészülnek a hamarosan bekövetkezendő csatára.
Hattie hat percre meg tudja bénítani az Eteon elektronikus működésű fegyvereit, majd legyőzik Brixtont és embereit, lőfegyverek és egyéb eszközök nélkül.
A stáblista alatti és utáni jelenetekben látható: Hobbs elhozza lányát Szamoára, hogy találkozzon a nagycsaláddal. Deckard és Hattie kitalálják, hogyan szabadítsák ki anyjukat a börtönből. Hobbs hívást kap régi társától, Locke-tól (Ryan Reynolds), aki betört egy létesítménybe, és felfedezett egy másik vírust, amely rosszabb, mint a Hópehely vírus. Hobbs Londonban felveszi Deckard áll adatait, mint „Max Opat” és ráhívja a rendőrséget, mert korábban „Kurt Akuki” álnévvel juttatta fel őt a gépre.
|  | Itt a vége a cselekmény részletezésének! |

## Szereplők
| Szereplő                                                                                              | Színész               | Magyar hang      |
| --- | --------------------- | ---------------- |
| Luke Hobbs: DSS-nél dolgozó szövetségi ügynök, aki ellentétben áll Shaw-val.                          | Dwayne Johnson        | Schneider Zoltán |
| Deckard Shaw: Korábbi brit zsoldos, aki csatlakozik Hobbs-hoz, hogy közösen kapják el Brixtont.       | Jason Statham         | Epres Attila     |
| Brixton Lore: Korábbi MI6-ügynök, kibergenetikusan felturbózott nemzetközi terrorista.                | Idris Elba            | Pál András       |
| Hattie Shaw: Deckard és Owen húga, aki MI6-ügynökként dolgozik, valamint csatlakozik a duóhoz.        | Vanessa Kirby         | Bánfalvi Eszter  |
| Jonah Hobbs: Luke fivére 1#, aki segítséget nyújt bátyjának a többi testvérrel.                       | Cliff Curtis          | Rajkai Zoltán    |
| Andrejko: Magas tudású Nobel-díjas professzor, aki létrehozta a hópelyhet.                            | Eddie Marsan          | Scherer Péter    |
| Locke: Hobbs régi barátja, aki CIA-ügynökként dolgozik.                                               | Ryan Reynolds         | Makranczi Zalán  |
| Dinkley: Légi-marsall, aki segítséget nyújt a párosnak.                                               | Kevin Hart            | Hamvas Dániel    |
| Madam "M" Margarita: Deckard közeli ismerőse, aki Oroszországban él és fegyverekkel látja el a triót. | Eiza González         | Dobó Enikő       |
| Magdalene "királynő" Shaw: Deckard, Owen és Hattie anyja, akit börtönbe zártak.                       | Helen Mirren          | Bánsági Ildikó   |
| Samantha Hobbs: Luke kislánya.                                                                        | Eliana Sua            | Engel-Iván Lili  |
| Mrs. Sefina Hobbs: Luke édesanyja                                                                     | Lori Pelenise Tuisano | Zsurzs Kati      |
| Mateo Hobbs: Luke testvére 2#                                                                         | Roman Reigns          | nem szólal meg   |
| Timo Hobbs: Luke testvére 3#                                                                          | Josh Mauga            | nem szólal meg   |
| Kal Hobbs: Luke testvére 4#                                                                           | John Tui              | Kossuth Gábor    |

## Filmkészítés
2015 novemberében Vin Diesel egy interjúban jelentette be a Variety-nek, hogy a Halálos iramban filmsorozat potenciális spin-offja korai fejlesztés szakaszában van. A spin-offot Luke Hobbs és a Deckard Shaw karakterek köré fókuszálják. 2017 októberében az Universal Pictures bejelentette, hogy a film 2019. július 26. fog megjelenni, valamint Chris Morgan ismét visszatér, mint forgatókönyvíró. A Valerity bejelentette, hogy Shane Black fogja rendezni a filmet. A kilencedik Halálos iramban film egy évvel későbbi eltolása miatt Tyrese Gibson kritizálta Dwayne Johnsont az instagramján. 2018 februárjában a Deadpool 2. rendezőjével, David Leitchel tárgyaltak a film rendezésével kapcsolatban. 2018 áprilisában megerősítették, hogy Leitch lesz a film rendezője, és hozzáadták David Scheunemann produkciós tervezőt.
2018 júliusában felkérték Vanessa Kirby-t, hogy játssza el az MI6-ügynököt, Shaw húgát a filmben, valamint Idris Elbát, aki a film fő gonosza. 2018 októberében Eddie Marsan csatlakozott a szereplők köreihez. 2018 novemberében Eiza González is csatlakozott a színészi gárdához. 2019 januárjában Johnsontól kiderült, hogy az unokatestvérét Roman Reigns fogja alakítani. Emellett bejelentette, hogy Cliff Curtis, Josh Mauga és John Tui lesznek Hobbs testvérei. Helen Mirren szintén vissza fog térni a Halálos iramban 8.-ból, mint Deckard anyja, Magdalena Shaw.
A film fő forgatása 2018. szeptember 10-én kezdődött Londonban (Anglia). Dwayne Johnson 2018. szeptember 24-én csatlakozott, mint a film egyik főszereplője, miután befejezték egy másik filmje, a Jungle Cruise forgatását. Októberben Glasgowba utaztak, hogy ott folytassák a forgatást. 2018. végén befejezték a forgatást a North Yorkshire-ben található Eggborough erőműnél.